# Яни Макрадули
Яни Андон Макрадули (на македонска литературна норма: Јани Макрадули) е политик от Северна Македония, член на Социалдемократическия съюз на Македония.

## Биография
Яни Макрадули е роден на 28 март 1965 година в Битоля, тогава в Югославия в семейството на политика Андон Макрадули. Завършва основно и гимназиално образование в Скопие. Следва в Електротехническия факултет на Скопския университет, защитава свои студии в Белградския университет и през 1994 година става магистър. След завършването си работи като асистент в Електротехническия факултет на Скопския университет, а от 2001 година е назначен за шеф на лабораторията при Института за компютърна техника и информатика.
Още през 1996 година става общински съветник на град Скопие от листата на СДСМ. От 2002 година до днес без прекъсване е избиран за депутат в Събранието на Република Македония от листата на СДСМ, между 2006 и 2009 година е подпредседател на СДСМ, а от 2008 година е подпредседател на Събранието на Република Македония. През 2013 година е кандидат на СДСМ за кмет на Скопие.